# Désert côtier de la mer Rouge
Localisation
Le désert côtier de la mer Rouge est une écorégion terrestre en Afrique définie par le WWF, appartenant au biome des déserts et terres arbustives xériques, dans l'écozone paléarctique. Il couvre une bande étroite le long de la mer Rouge en Égypte et au Soudan.

## Géographie et climat

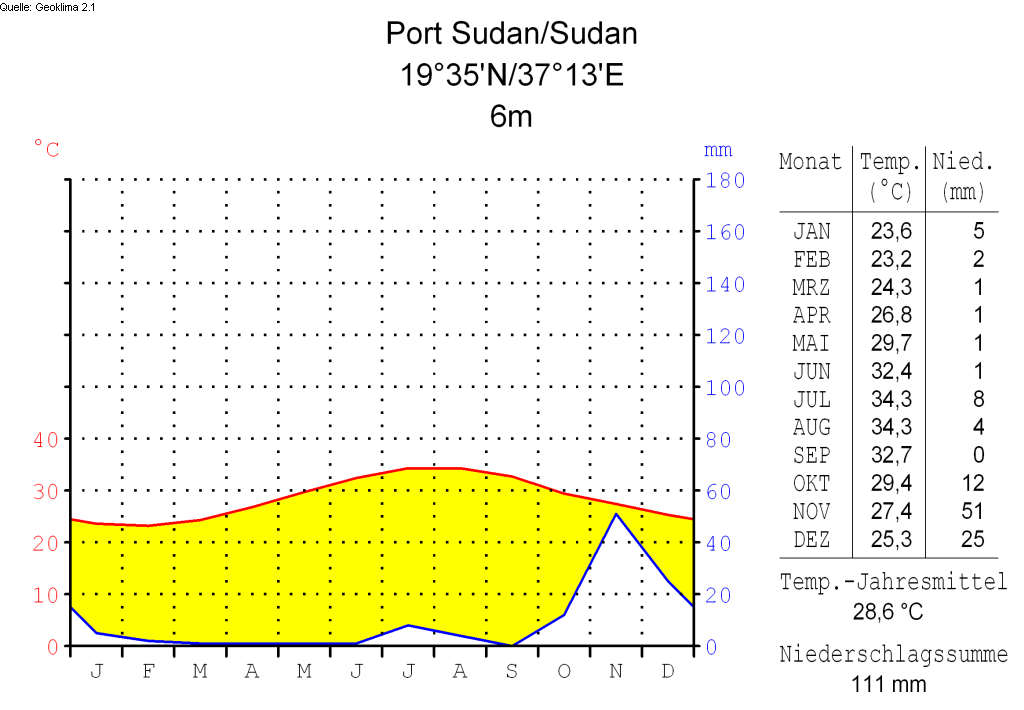
Diagramme climatique de Port-Soudan.

Cette région couvre la partie orientale du désert arabique entre le massif montagneux de l'Itbay à l'ouest, le golfe de Suez et la mer Rouge à l'est. Elle comprend le littoral égyptien de cette mer, sauf la péninsule du Sinaï, et la moitié nord du littoral du Soudan, bordée de récifs coralliens. Frank White (1983) la classe comme faisant partie de l'aire somali-masaï dans l'écozone afrotropicale ; on la classe aujourd'hui comme zone de transition de l'écozone paléarctique,.
La température moyenne mensuelle va de 18°C en janvier à 31°C en août sur la côte, de 3°C à 18°C sur les sommets où le gel n'est pas exceptionnel. Le pic du Gabal Elba (en) (1435 m) reçoit des précipitations assez fortes par soulèvement orographique. Les précipitations, surtout hivernales, sont très faibles sur la côte (3 mm par an) mais peuvent atteindre 100 à 200 mm par an sur les sommets, sous forme de brume et de rares orages qui causent des inondations dans les oueds,.

## Histoire et population

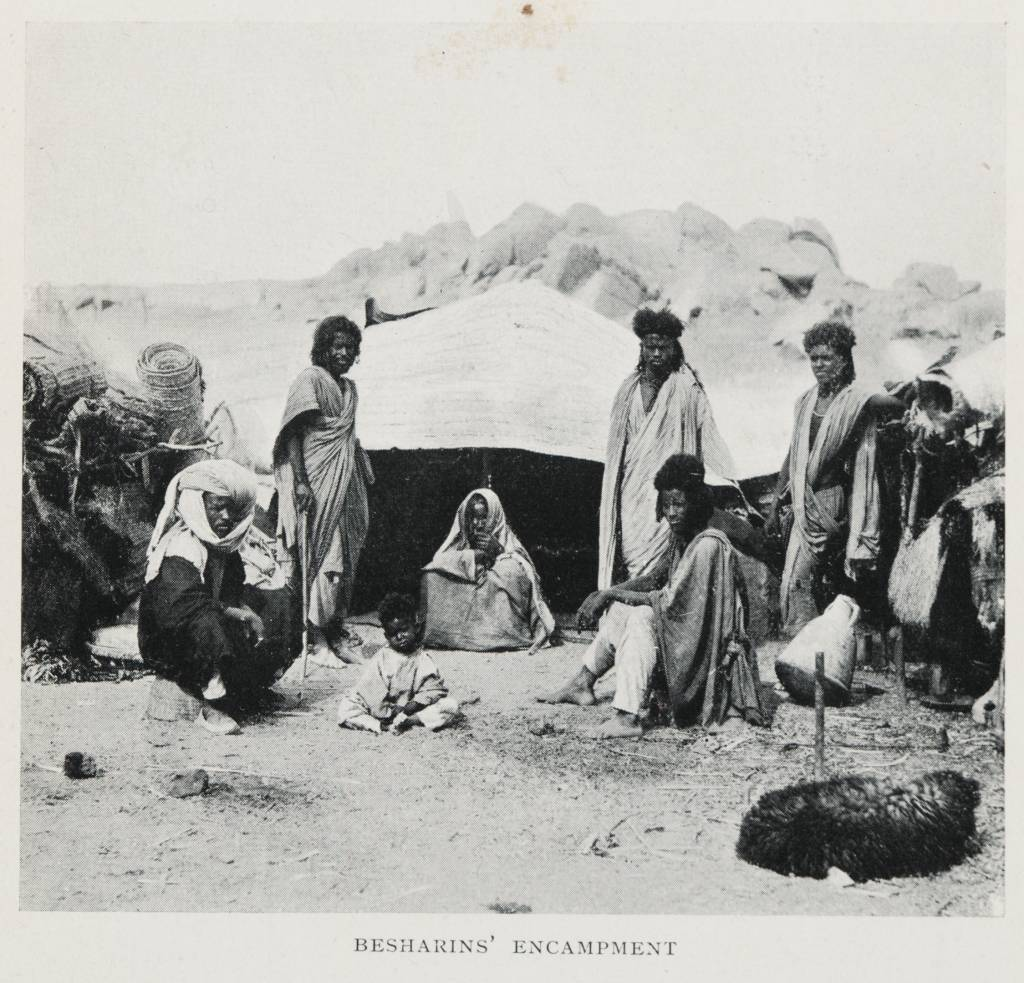
Campement de Bisharin en 1906.

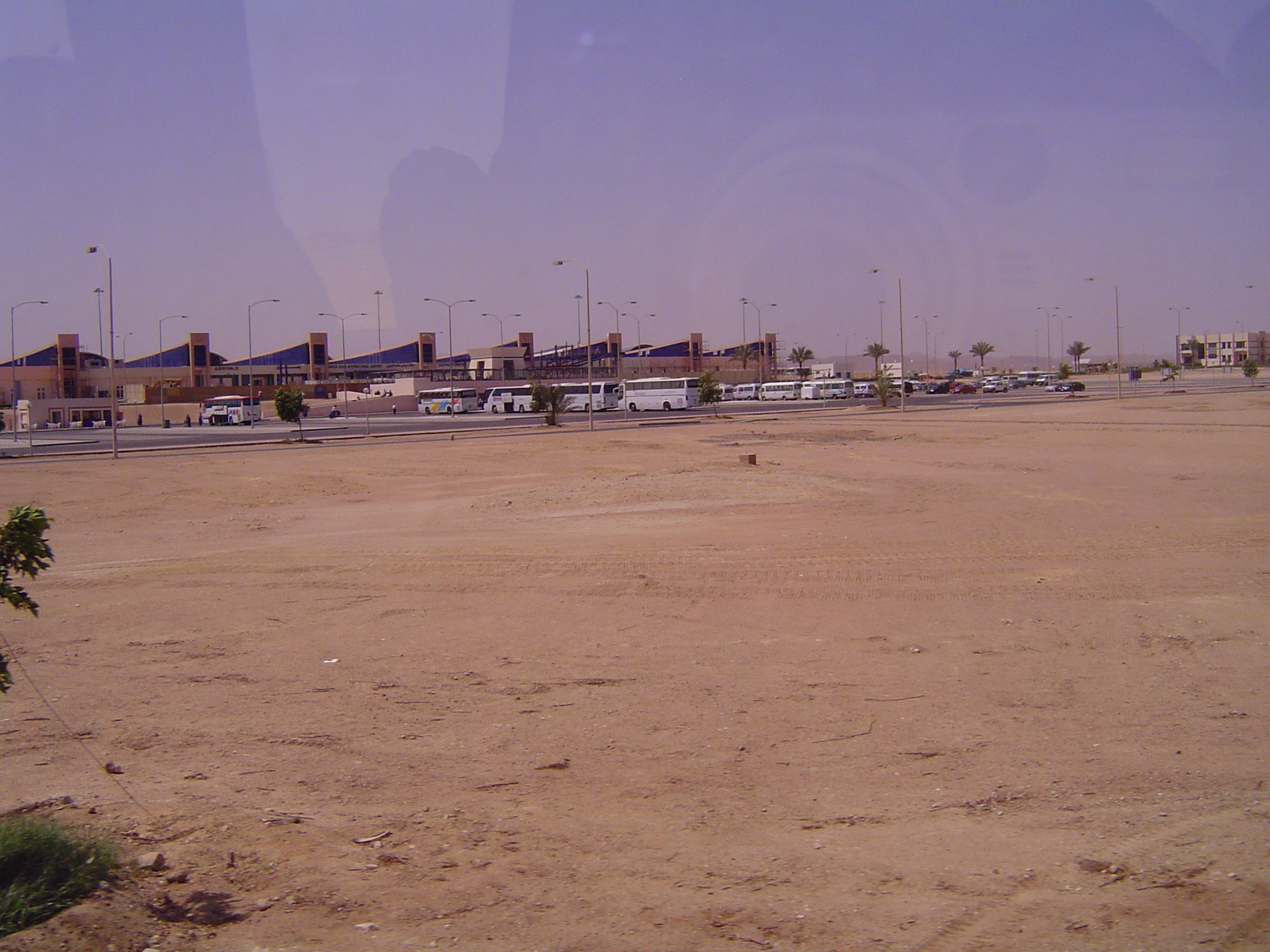
Parking de l'aéroport de Marsa Alam en mars 2008.

La richesse de l'Égypte antique tenait à la fertilité de la vallée du Nil, mais aussi à ses mines de cuivre et de pierres précieuses, améthyste, topaze et autres, concentrées dans les hauteurs entre le Nil et la mer Rouge. Agatharchide de Cnide, fonctionnaire des Ptolémées au IIe siècle av. J.-C., a laissé une description de cette côte et de ses exploitations minières ; elle était en même temps une escale pour le commerce avec les Sabéens d'Arabie du Sud et les peuples de la Corne de l'Afrique. La population est peu nombreuse, avec moins de 5 habitants au km², et en partie nomade : les Bisharin (branche des Bedja) n'y font que d'assez brefs séjours et préfèrent séjourner dans la vallée du Nil, mieux pourvue en eau.
Les sécheresses des années 1980 ont amené une partie des habitants à abandonner le pastoralisme pour se fixer dans les villes comme Port-Soudan. Chez les Hadendoa, branche méridionale des Bedja, depuis la loi de 1970 sur les terres vacantes, la gestion du cycle pastoral dépend de l'État plus que des anciennes coutumes tribales: le bétail passe par la zone irriguée de Tokar (en) de décembre à mars, puis de mars à mai par les pâturages naturels de Tokar, et de mai à août le long des oueds autour de Sinkat (en). En août et septembre, les Hadendoa se consacrent principalement au travail sur leurs parcelles cultivées ou se louent pour d'autres emplois. Les sols salins sont généralement impropres à l'agriculture : la population, depuis l'Antiquité, vit surtout de pêche et d'élevage. Depuis le milieu du XXe siècle, le tourisme, la pêche industrielle et la pollution par les pétroliers en transit depuis le Moyen-Orient causent de graves dommages à l'environnement,.

## Flore

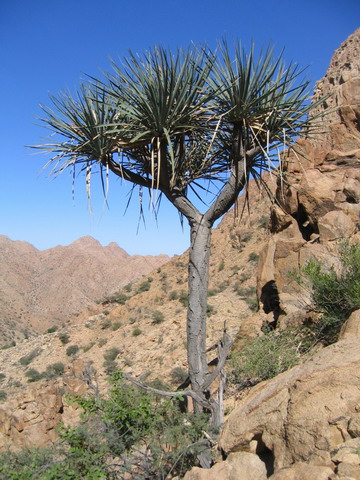
Dragonnier de Nubie au Gabal Elba en janvier 2005.

Limonium axillar, Vachellia tortilis, Balanites aegyptiaca (dattier du désert) et plusieurs espèces de Tamarix poussent dans les hautes vallées. Le massif humide du Gabal Elba, « oasis des brumes », abrite environ 25 % des plantes connues en Égypte dont des fougères, des mousses et des succulentes ainsi que l'endémique Biscutella elbensis et la plus grande population subsistante de dragonniers de Nubie.
Dans les plaines côtières, on rencontre des espèces variées comme Hammada elegans, Anabasis articulata, Launaea spinosa, Leptadenia pyrotechnica, Zygophyllum coccineum, Vachellia tortilis, Salvadora persica, Vachellia ehrenbergiana, Calotropis procare, Salsola baryosma, Zilla spinosa et Aerva javanica (en).
Dans les cuvettes salées poussent des Aeluropus, Halocnemum strobilaceum et Arthrocnemum macrostachyum ainsi que Zygophyllum album, Nitraria retusa (en), Suaeda monoica, Salicornia fruticosa, Halopeplis perfoliata, Tamarix nilotica,.
La frange littorale a des zones de mangrove où prédominent Avicennia marina et Rhizophora mucronata,.
Les mesquites (en), espèces invasives venues d'Amérique, ont tendance à se répandre au détriment des plantes indigènes.

## Faune
Sur les pentes rocheuses, on rencontre le bouquetin de Nubie et la gazelle dorcas ainsi que le renard famélique, le daman du Cap et plusieurs espèces de reptiles dont Uromastyx ocellata,.
Le goéland à iris blanc est l'animal emblématique de l'écorégion ; on le rencontre dans la mer Rouge et le golfe d'Aden. Le faucon concolore, la sterne voyageuse, la sterne caspienne et la sterne bridée sont des espèces migratrices qui se reproduisent dans les îles de la mer Rouge.
L'île de Sanganeb dans la baie de Dungonab (en), unique atoll de la mer Rouge, abrite 361 espèces de poissons dont certaines endémiques : plusieurs espèces de requins et de raies manta y vivent ainsi que plusieurs dauphins, tortues et un mammifère marin très menacé, le dugong.

Faune
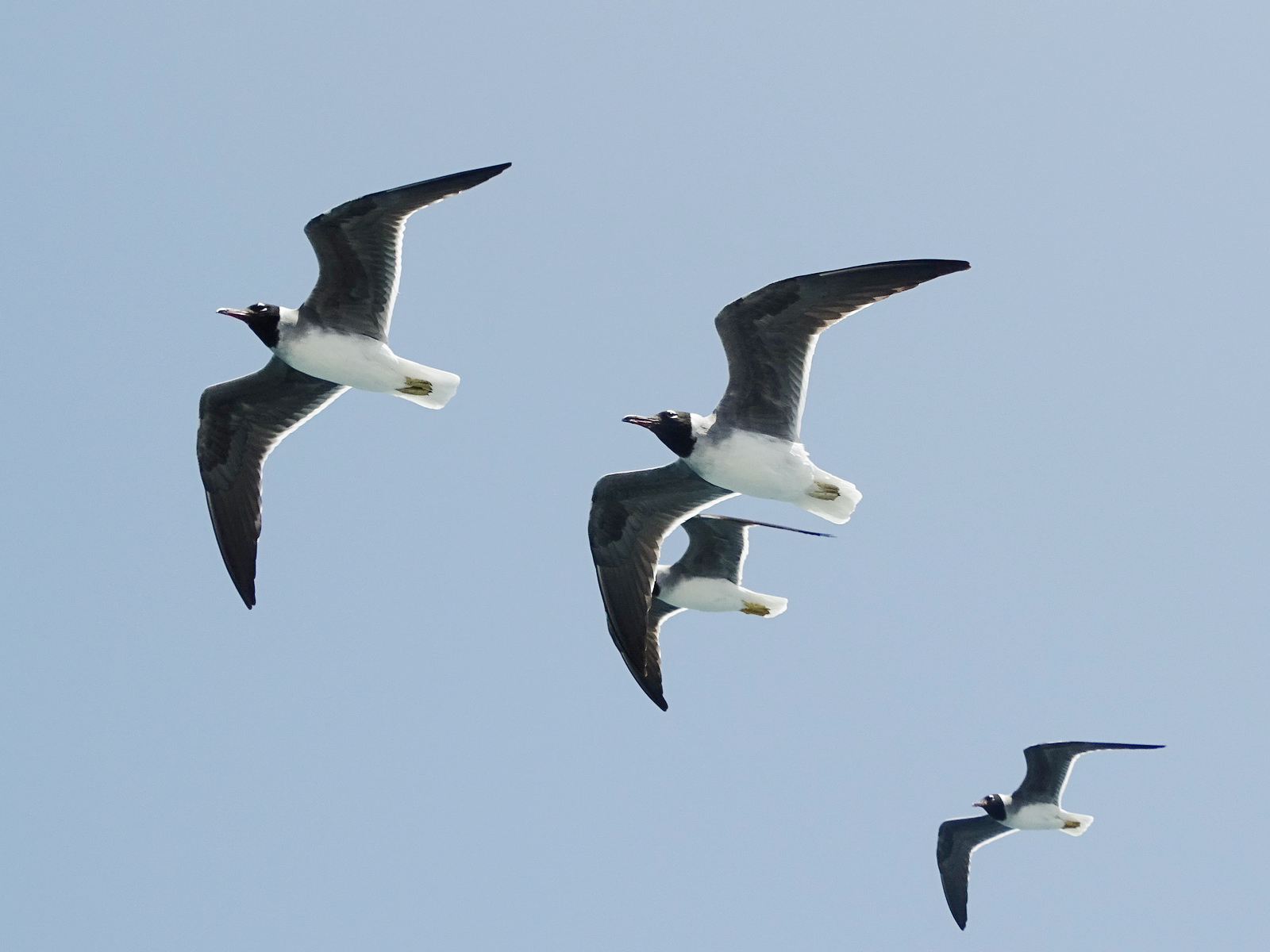
Goélands à iris blanc près de Hurghada en avril 2022.
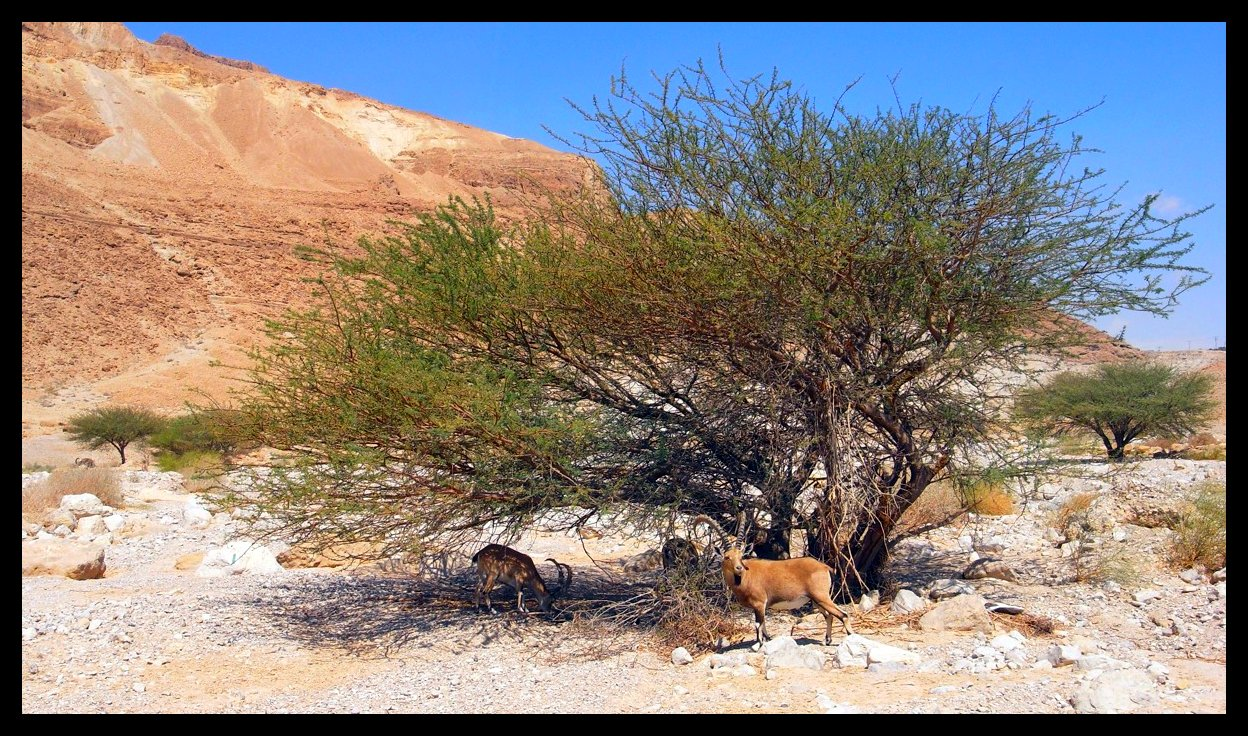
Bouquetins de Nubie près d'Ein Gedi en septembre 2009.
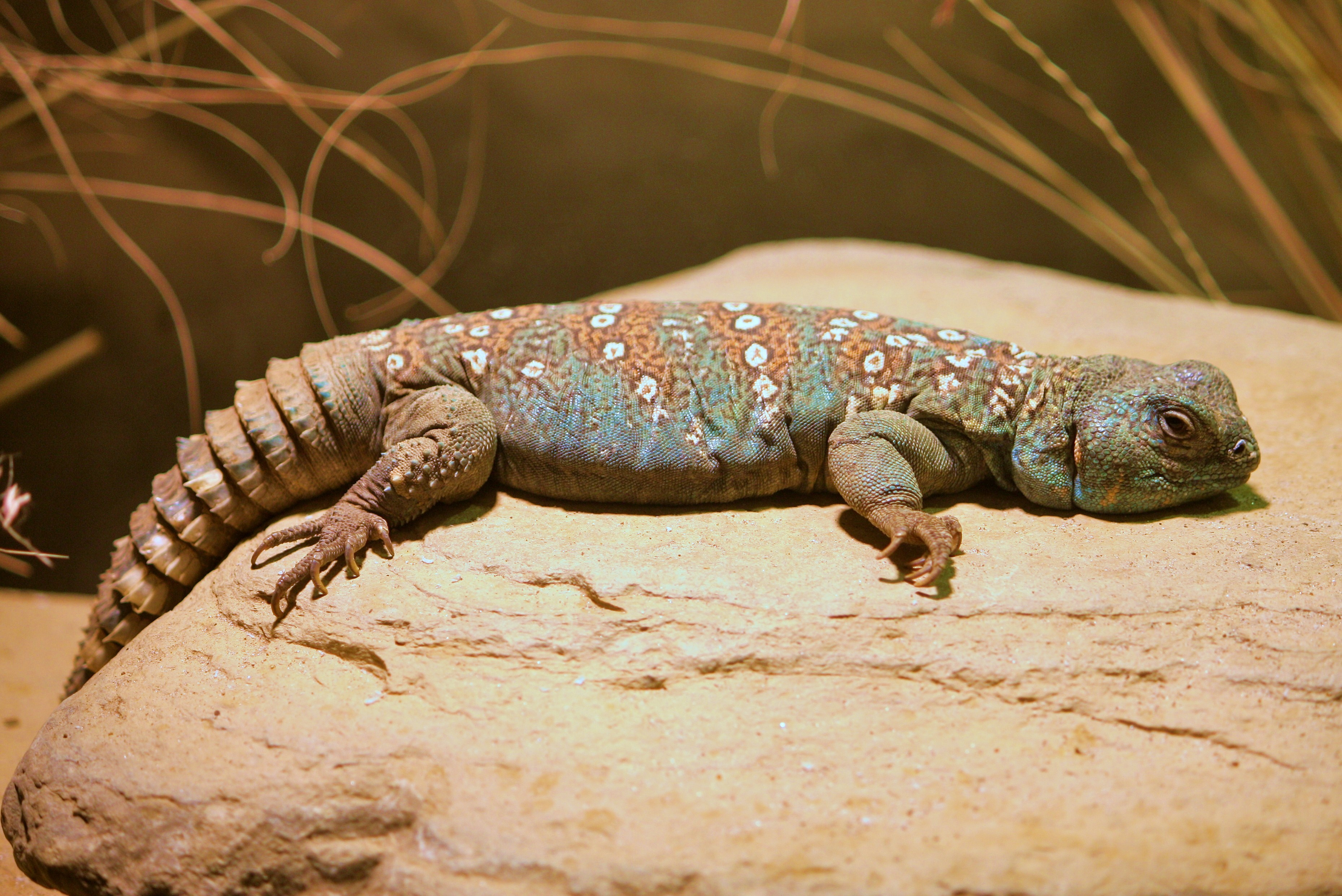
Uromastyx ocellata au zoo de Denver en mars 2012.